# Ratusz w Sierpcu
Ratusz w Sierpcu – sierpecki ratusz został wybudowany w 1841 roku w stylu klasycystycznym. Jest dwukondygnacyjny, nakryty jest dwuspadowym blaszanym dachem. Wybudowany został z cegły. Jest otynkowany i podpiwniczony. Został wybudowany na planie czworokąta. Główna fasada została ozdobiona przez boniowanie. Poszczególne kondygnacje są oddzielone kordonowymi gzymsami. Ratusz ma również kwadratową wieżę z tarczą zegarową. Budynek mieści się przy dawnym Rynku – obecnie plac Kardynała Wyszyńskiego.